# Alfonso Franco
Alfonso Franco, genannt Argentero (* 1466 in Messina; † 1523 ebenda) war ein italienischer Maler und Silberschmied der Renaissance auf Sizilien.

## Leben und Werk
Alfonso Franco war ab 1479 Schüler von Jacobello d’Antonello da Messina und Mitschüler von Antonello de Saliba. Meist arbeitete Franco in Messina und in der näheren Umgebung. In Messina schuf er für die Kathedrale von Messina einen hl. Christopherus, in der S. Agostina befand sich das Tafelbild Der zwölfjährige Jesus im Tempel und in der Kirche San Francesco di Paolo das Bild San Sepolcro von 1520 mit Maria, dem Leichnam Christi, dem hl. Johannes d.T. und S. Franziskus sowie Betenden aller Stände. Für den Dom von Taormina malte er  Thronende Madonna mit zwei Heiligen. Die meisten seiner Bilder wurden durch das Erdbeben von Messina 1908 zerstört, lediglich San Sepolcro und das Gemälde im Dom von Taormina blieben erhalten. Sein Schüler war Mariano Riccio.